# غويلرمو بادرون
غويلرمو بادرون (بالإسبانية: Guillermo Padrón) هو لاعب كرة قدم مكسيكي في مركز الوسط، ولد في 2 نوفمبر 1959 في مدينة مكسيكو في المكسيك. لعب مع نادي أمريكا.